# Nado sincronizado nos Jogos Pan-Americanos de 1963
As competições de nado sincronizado nos Jogos Pan-Americanos de 1963 foram realizadas em São Paulo, Brasil. Esta foi a segunda edição do esporte nos Jogos Pan-Americanos.

## Individual
| POSIÇÃO | NADADORA                |
| ------- | ----------------------- |
|         | Roberta Armstrong (USA) |
|         | Barbara Burke (USA)     |
|         | Sandra Marks (CAN)      |

## Dueto
| POSIÇÃO | NADADORAS                            |
| ------- | ------------------------------------ |
|         | Barbara Burke, Joanne Schaak (USA)   |
|         | Marian Whitner, Marcia Blixt (USA)   |
|         | Marilyn Malefant, Sandra Marks (CAN) |

## Equipes
| POSIÇÃO | NAÇÃO              |
| ------- | ------------------ |
|         | USA Estados Unidos |
|         | CAN Canadá         |
|         | BRA Brasil         |

## Quadro de medalhas
| Posição | Nação              |   |   |   | Total |
| ------- | ------------------ | - | - | - | ----- |
| 1       | USA Estados Unidos | 3 | 2 | 0 | 4     |
| 2       | CAN Canadá         | 0 | 1 | 2 | 3     |
| 3       | BRA Brasil         | 0 | 0 | 1 | 2     |
| Total   | Total              | 3 | 3 | 3 | 9     |